# Вудворд, Джоан
Джо́ан Джигни́ллиет Три́ммьер Ву́дворд (англ. Joanne Gignilliat Trimmier Woodward; род. 27 февраля 1930[…], Томасвилл, Джорджия) — американская актриса, лауреат премий «Оскар» (1958), «Эмми» (1978, 1985, 1990), «BAFTA» (1975) и «Золотой глобус» (1958, 1969, 1995).
После смерти Оливии де Хэвилленд в июле 2020 года Вудворд стала старейшим нынеживущим лауреатом премии «Оскар» за лучшую женскую роль.

## Биография
Джоан Вудворд была названа матерью в честь кинолегенды Джоан Кроуфорд. В подростковом возрасте выиграла несколько конкурсов красоты. В кино с 1955 года. Три года спустя получила «Оскар» за роль женщины с расстройством множественной личности в драме «Три лица Евы».
29 января 1958 года Вудворд вышла замуж за актёра Пола Ньюмана. Она родила трёх дочерей. Ньюман и Вудворд снимались вместе во многих лентах, таких как «Мистер и миссис Бридж» (1990), за которую она была в четвёртый раз номинирована на «Оскар». Кроме того, Ньюман поставил четыре фильма с Вудворд в главной роли.
Вопреки распространённому заблуждению, Джоан Вудворд не принадлежит самая первая звезда на Голливудской «Аллее славы», открытая в 1960 году. На самом деле первые 1550 звезд были установлены одновременно

## Избранная фильмография
| Год  |    | Русское название                            | Оригинальное название                                 | Роль                    |
| ---- | -- | ------------------------------------------- | ----------------------------------------------------- | ----------------------- |
| 1956 | ф  | Поцелуй перед смертью                       | A Kiss Before Dying                                   | Дороти (Дори) Кингшип   |
| 1957 | ф  | Три лица Евы                                | The Three Faces of Eve                                | Ева Уайт/Ева Блэк/Джейн |
| 1958 | ф  | Долгое жаркое лето                          | Long Hot Summer                                       | Клара Варнер            |
| 1959 | ф  | Шум и ярость                                | The Sound and the Fury                                | Квентин Компсон         |
| 1960 | ф  | Из породы беглецов                          | The Fugitive Kind                                     | Кэрол Катрир            |
| 1968 | ф  | Рейчел, Рейчел                              | Rachel, Rachel                                        | Рейчел Кэмерон          |
| 1969 | ф  | Побеждая                                    | Winning                                               | Элора Капуа             |
| 1972 | ф  | Влияние гамма-лучей на поведение маргариток | The Effect of Gamma Rays on Man-in-the-Moon Marigolds | Беатрис Хансдорфер      |
| 1975 | ф  | Подмокшее дело                              | The Drowning Pool                                     | Айрис Девро             |
| 1976 | ф  | Сибил                                       | Sybil                                                 | доктор Корнелия Уилбер  |
| 1984 | ф  | Гарри и сын                                 | Harry & Son                                           | Лилли Виловски          |
| 1987 | ф  | Стеклянный зверинец                         | The Glass Menagerie                                   | Аманда Уингфилд         |
| 1990 | ф  | Мистер и миссис Бридж                       | Mr. & Mrs. Bridge                                     | Индия Бридж             |
| 1992 | ф  | Романы на чужбине                           | Foreign Affairs                                       | Винни Миллер            |
| 1993 | ф  | Слабое место                                | Blind Spot                                            | Нелл Херрингтон         |
| 1993 | ф  | Филадельфия                                 | Philadelphia                                          | Сара Беккетт            |
| 1994 | тф | Уроки дыхания                               | Breathing Lessons                                     | Мэгги Морган            |
| 2005 | тф | Эмпайр Фоллз                                | Empire Falls                                          | Франсин Уайтинг         |

## Награды и номинации
| Награда                        | Год  | Категория                                                                    | Фильм/Телесериал                            | Результат |
| ------------------------------ | ---- | ---------------------------------------------------------------------------- | ------------------------------------------- | --------- |
| Оскар                          | 1958 | Лучшая женская роль                                                          | Три лица Евы                                | Победа    |
| Оскар                          | 1969 | Лучшая женская роль                                                          | Рейчел, Рейчел                              | Номинация |
| Оскар                          | 1974 | Лучшая женская роль                                                          | Летние желания, зимние мечты                | Номинация |
| Оскар                          | 1991 | Лучшая женская роль                                                          | Мистер и миссис Бридж                       | Номинация |
| BAFTA                          | 1958 | Лучшая иностранная актриса                                                   | Три лица Евы                                | Номинация |
| BAFTA                          | 1959 | Лучшая иностранная актриса                                                   | Калифорнийские семьи                        | Номинация |
| BAFTA                          | 1969 | Лучшая актриса                                                               | Рейчел, Рейчел                              | Номинация |
| BAFTA                          | 1975 | Лучшая актриса                                                               | Летние желания, зимние мечты                | Победа    |
| Золотой глобус                 | 1958 | Лучшая женская роль в драме                                                  | Три лица Евы                                | Победа    |
| Золотой глобус                 | 1964 | Лучшая женская роль в комедии или мюзикле                                    | Новый вид любви                             | Номинация |
| Золотой глобус                 | 1969 | Лучшая женская роль в драме                                                  | Рейчел, Рейчел                              | Победа    |
| Золотой глобус                 | 1973 | Лучшая женская роль в драме                                                  | Влияние гамма-лучей на поведение маргариток | Номинация |
| Золотой глобус                 | 1974 | Лучшая женская роль в драме                                                  | Летние желания, зимние мечты                | Номинация |
| Золотой глобус                 | 1982 | Лучшая женская роль в мини-сериале или телефильме                            | Кризис в Централ-Хай                        | Номинация |
| Золотой глобус                 | 1986 | Лучшая женская роль в мини-сериале или телефильме                            | Помнишь ли нашу любовь?                     | Номинация |
| Золотой глобус                 | 1991 | Лучшая женская роль в драме                                                  | Мистер и миссис Бридж                       | Номинация |
| Золотой глобус                 | 1995 | Лучшая женская роль в мини-сериале или телефильме                            | Уроки дыхания                               | Победа    |
| Золотой глобус                 | 2006 | Лучшая женская роль второго плана в мини-сериале, телесериале или телефильме | Падение империи                             | Номинация |
| Эмми                           | 1977 | Лучшая женская роль в мини-сериале или фильме                                | Сибил                                       | Номинация |
| Эмми                           | 1978 | Лучшая женская роль в мини-сериале или фильме                                | See How She Runs                            | Победа    |
| Эмми                           | 1981 | Лучшая женская роль в мини-сериале или фильме                                | Кризис в Централ-Хай                        | Номинация |
| Эмми                           | 1985 | Лучшая женская роль в мини-сериале или фильме                                | Помнишь ли нашу любовь?                     | Победа    |
| Эмми                           | 1990 | Лучшее появление в информационной программе                                  | Американские мастера                        | Номинация |
| Эмми                           | 1990 | Лучшая информационная программа                                              | Американские мастера                        | Победа    |
| Эмми                           | 1993 | Лучшая женская роль в мини-сериале или фильме                                | Слабое место                                | Номинация |
| Эмми                           | 1994 | Лучшая женская роль в мини-сериале или фильме                                | Уроки дыхания                               | Номинация |
| Эмми                           | 2005 | Лучшая женская роль второго плана в мини-сериале или фильме                  | Падение империи                             | Номинация |
| Премия Гильдии киноактёров США | 1985 | Премия за жизненные достижения                                               | н/д                                         | Победа    |
| Премия Гильдии киноактёров США | 1995 | Лучшая женская роль в телефильме или мини-сериале                            | Уроки дыхания                               | Победа    |
| Премия Гильдии киноактёров США | 2006 | Лучшая женская роль в телефильме или мини-сериале                            | Эмпайр Фоллз                                | Номинация |

## Наследие
- Документальный фильм HBO Max «Последние кинозвёзды» (2022[5])